# Алексєєв Георгій Петрович
Гео́ргій Петро́вич Алексє́єв (нар. 10 травня 1834, Котовка Новомосковського повіту Катеринославської губернії — 14 лютого 1914, Катеринослав) — катеринославський поміщик, маршалок шляхти Катеринославської губернії, почесний громадянин міста Катеринослава.

## Походження
Алексєєв Георгій Петрович народився 10 травня 1834 року в селі Котовка Новомосковського повіту Катеринославської губернії (нині Самарівський район Дніпропетровської області) у дворянській родині Алексєєва Петра Дмитровича і Запорозької Варвари Іллівни.

## Життєпис
- 16.03.1855 — закінчив Харківський університет по юридичному факультету зі ступенем кандидата наук.
- 25.04.1856 — призначений почесним наглядачем Катеринославського повітового училища в чині колезького секретаря.
- 11.02.1860 — наданий чин титулярного радника.
- 31.08.1862 — призначений почесним членом Катеринославського губернського попечительства дитячих притулків.
- 6.12.1862 — пожалуваний придворний титул камер-юнкера.
- 31.12.1865 — згідно з вибором дворянства призначений почесним попечителем Катеринославської класичної гімназії на триріччя.
- 14.02.1867 — указом Урядуючого Сенату наданий чин надвірного радника.
- 4.11.1868 — згідно з вибором дворянства призначений почесним попечителем Катеринославської класичної гімназії на триріччя.
- 3.12.1871 — згідно з вибором дворянства призначений почесним попечителем Катеринославської класичної гімназії на триріччя.
- 22.09.1874 — на дворянський виборах обраний маршалком шляхти Катеринославської губернії.
- 1875 — обраний членом Катеринославської міської думи.
- 1.01.1877 — дійсний статський радник.
- 20.09.1877 — обраний маршалком шляхти Катеринославської губернії.
- 27.10.1880 — затверджений маршалком шляхти Катеринославської губернії.
- 15.10.1883 — затверджений маршалком шляхти Катеринославської губернії.
- 12.11.1887 — департамент герольдії Урядуючого Сенату затвердив рішення міської думи Катеринослава про надання Г. П. Алєксєєву звання почесного громадянина міста Катеринослава.
- 30.08.1885 — гофмейстер Двору Його Імператорської Величності.
- 28.09.1895 — імператор надав звання почесного громадянина м. Новомосковська згідно з рішення Новомосковської міської думи.

## Нагороди
- 26.08.1856 — нагороджений бронзовою медаллю на Володимирській стрічці в пам'ять війни 1853—1856 рр.
- 19.11.1865 — нагороджений орденом Св. Анни 3 ступеня.
- 20.11.1867 — нагороджений орденом Св. Анни 2 ступеня.
- 1.01.1869 — нагороджений орденом Св. Анни 2 ст. з імператорською короною.
- 7.01.1874 — нагороджений орденом Св. Володимира 3 ступеня.

## Цікавий факт біографії

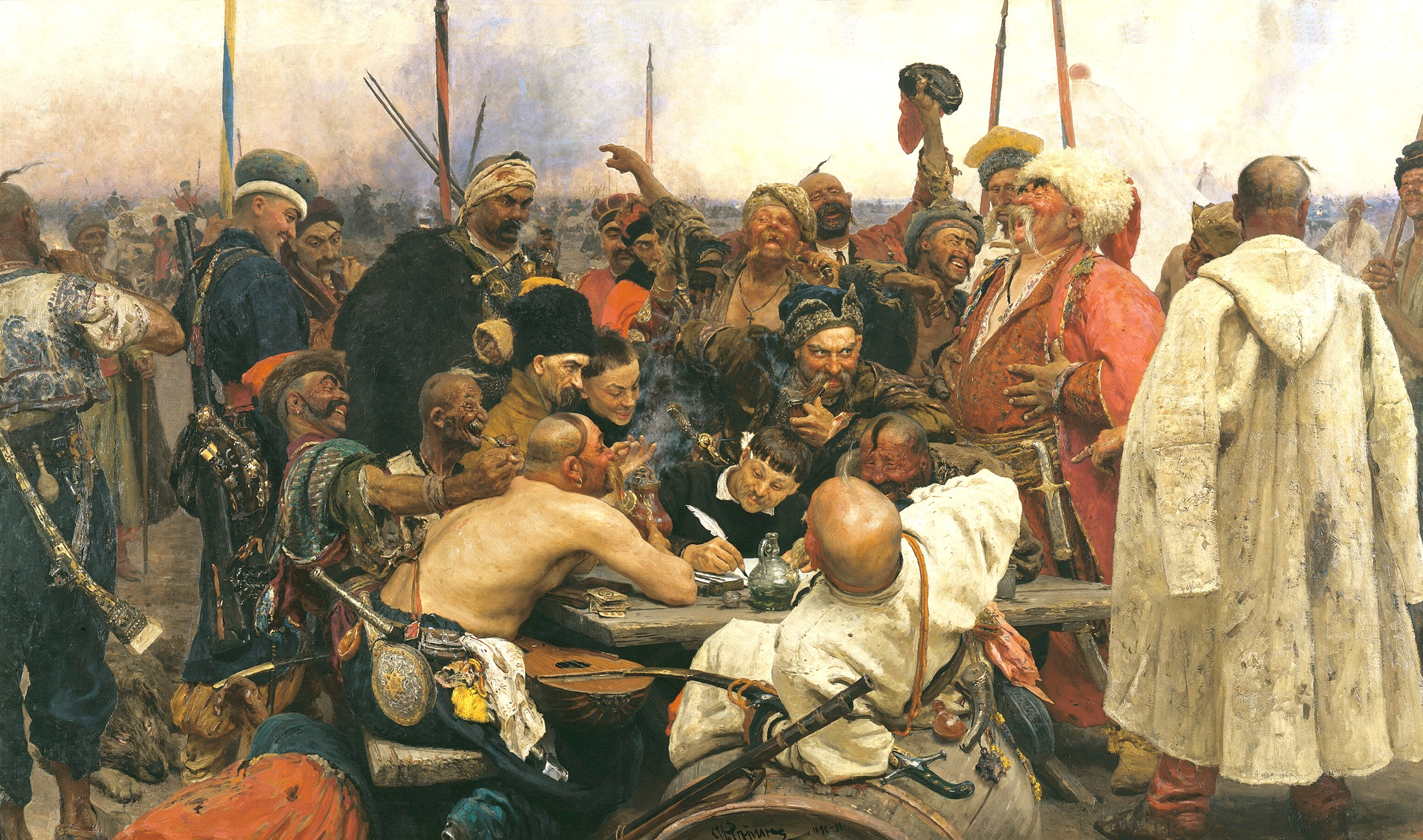
Запорожці пишуть листа турецькому султану (1880)

Ілля Рєпін використав колоритну постать Г. П. Алексєєва як прототипа козака у своїй знаменитій картині Запорожці пишуть листа турецькому султану (1880).Саме з Г. П. Алексеева написаний козак, що сидить спиною і має широкі плечі та «триповерхову» лису потилицю.

## Родина
- Дружина: Марі-Елізабет-Анжель дю Брей-Геліон де ла Героньєр (22.10.1843-26.04.1933).
- Діти: Ольга, Віра